# Nigérie na Letních olympijských hrách 2008
Nigérie se účastnil Letní olympiády 2008. Zastupovalo ho 74 sportovců (37 muži a 37 žen) v 10 sportech.

## Medailisté
| Medaile | Jméno | Sport     | Soutěž                 |
| ------- | --- | --------- | ---------------------- |
| Stříbro | Ambruse Vanzekin Chibuzor Okonkwo Onyekachi Apam Dele Adeleye Monday James Chinedu Obasi Sani Kaita Victor Nsofor Obinna Isaac Promise Solomon Okoronkwo Oluwafemi Ajilore Olubayo Adefemi Peter Odemwingie Efe Ambrose Victor Anichebe Emmanuel Ekpo Ikechukwu Ezenwa Oladapo Olufemi Trenér:Samson Siasia | Fotbal    | turnaj mužů            |
| Bronz   | Chika Chukwumerije | Taekwondo | muži nad 80 kg         |
| Bronz   | Blessing Okagbareová | Atletika  | Ženy skok daleký       |
| Bronz   | Ene Franca Idoko Gloria Kemasuode Halimat Ismaila Oludamola Osayomi Agnes Osazuwa | Atletika  | Ženy štafeta 4 × 100 m |